# Cristian Nemescu
Cristian Nemescu (n. 31 martie 1979, București – d. 24 august 2006, București) a fost un regizor și scenarist român din „noul val” cinematografic.

## Biografie
Cristian Nemescu s-a născut la data de 31 martie 1979 în orașul București. A fost fiul compozitorului Octavian Nemescu.
A absolvit Academia de Artă Teatrală și Cinematografică Caragiale din București în 2003. Filmul său de absolvire a fost un scurtmetraj intitulat Poveste la scara C, care a primit premiul la NYU International Student Film Festival și la Premiers Plans în Angers, Franța. The European Academy Awards l-a nominalizat drept „cel mai bun scurtmetraj” al acelui an.
Filmul de mediu-metraj regizat de Nemescu, Marilena de la P7, a intrat  în competiția de la Cannes în mai 2006. Scenariul filmului a fost scris  de Tudor Voican.
În ultimul său film, California Dreamin' (nesfârșit), joacă și actorul american Armand Assante. Filmările au fost  încheiate în luna iulie 2006. În mai 2007, filmul a primit prestigiosul premiu Un certain regard, la cea de-a 60-a ediție a Festivalului de la Cannes.
Nemescu a câștigat peste 20 de premii, printre care Marele Premiu la NYU International Student Film Festival din New York, Premiul Special al Juriului la Bruxelles Short Film Festival din Belgia, Public's Choice la Milano Film Festival din Italia, Premiul Publicului la Internationale Grenzland Filmtage Festival din Germania.

## Deces tragic
Cristian Nemescu a murit într-un accident de mașină alături de inginerul său de sunet, Andrei Toncu. Nemescu și Toncu erau într-un taxi, care a fost lovit pe podul Eroilor din București, de un SUV de tipul Porsche Cayenne. Mașina, mult mai masivă decât taxiul, fusese condusă de un cetățean britanic, care a trecut pe culoarea roșie cu viteză obișnuită pe autostrăzi. Expertiza tehnică a demonstrat că mașina Porsche atinsese o viteză de 113 km/h, în timp ce taxiul circula doar cu 42 km/h.

## Ordinul Național „Pentru Merit” în grad de Cavaler
La 28 mai 2007, președintele României, Traian Băsescu, i-a acordat regizorului, post mortem, prin decret, Ordinul Național „Pentru Merit” în grad de Cavaler, „pentru contribuția remarcabilă la promovarea cinematografiei românești”.

## Filmografie

### Ca regizor
- 2000 Kitchitoarele
- 2000 La bloc oamenii mor după muzică
- 2001 Mecano
- 2001 Mihai și Cristina
- 2003 Poveste la scara "C"
- 2006 Marilena de la P7
- 2007 California Dreamin' (neterminat)

### Ca scenarist
- 2000 Kitchitoarele
- 2001 Mihai și Cristina
- 2003 Poveste la scara "C"
- 2006 Marilena de la P7
- 2007 California Dreamin' (neterminat)